# Autorský nástroj
Autorský nástroj je softwarová aplikace nebo kombinace aplikací určených především k vývoji multimediálního obsahu, obvykle publikovaného na Internet pomocí World Wide Web. Jedná se zejména o HTML editory a nástroje pro přípravu e-learningových kurzů.
Obsah vytvořený pomocí autorských nástrojů je často publikován s využitím Content Management systémů (CMS) nebo Learning Management systémů (LMS).

## Autorský nástroj
Autorské nástroje nejsou určeny pro profesionální spisovatele. Jsou specializovanou formou programů určenou ke zpracování textu a slouží tak k vytváření e-learningových kurzů. Umožňují prezentovat materiály formou kurzů za použití řady různých médií, jako jsou animace, audio a video. Lze s nimi vytvářet nebo modifikovat již existující interaktivní tréninkové kurzy, vytvářet testy s možností automatického hodnocení a jeho ukládání pro pozdější potřeby.

## Úrovně autorských nástrojů
Autorské nástroje lze rozdělit na úrovně podle jejich možností využití interaktivity a dalších doplňujících vlastností.

### Základní úroveň
AutorAplikace Autor slouží k přípravě struktury, tvorbě testů a podmínek studia kurzu. Podporuje export kurzů ve formátu IMS - Microsoft LRN pro systém eDoceo, pro aplikace MS a také pro tzv. offline podobu – export na CD-ROM včetně přehrávacího programu. Kurzy vytvořené touto aplikací a provozované v rámci systému LMS eDoceo nevyžadují na pracovní stanici uživatele (studenta) žádný plugin do standardně nainstalovaného prohlížeče. Jednotlivé vytvořené stránky kurzu představují standardní HTML stránky, které je možné dál upravovat externími HTML editory.
Microsoft PowerPointMicrosoft PowerPoint nebo jiné jednoduché nástroje založené na prezentaci je možné využít pro vytváření e-learningových kurzů. Ačkoliv výsledná prezentace z tohoto programu bývá lineární, lze do ní přidáním hypertextových odkazů přeskočit do jiné části. Do prezentace lze zahrnout také audio nebo video klipy. Testování a následné vyhodnocení znalostí získaných v kurzu je v tomto nástroji celkem komplikované. Výhodou je možnost distribuce jako CTB i jako WTB.
HTML a JavaScriptStandardní HTML stránky nabízejí kvizy psané v jazyce JavaScript. Což je jednoduchá cesta k vytváření e-learningových kurzů pro použití na internetu.
Dreamweaver a FlashDreamweaver nabízí vytváření kurzů, který umožňuje přidat testování do webových stránek s e-learningovou aplikací. Animace mohou být vytvořeny ve Flashi pomocí ActionScriptu. Takto tvořené aplikace jsou dobře použitelné a flexibilní. Tyto programy jsou distribuovány hlavně na webových stránkách. Někdy je místo Flashe používán Direktor kvůli jeho jazykovým možnostem.

### Střední úroveň
Lectora Professional Publishing SuiteLectora je profesionální vývojový nástroj určený pro koncové uživatele od začátečníků po profesionální vývojáře pro tvorbu e-learningových kurzů s podporou AICC, SCORM a Microsoft LRN fungujících v desítkách LMS i samostatně. Dále umožňuje s nadstavbou MS Powerpoint Integrator import prezentací tzv. podporou RAPID LEARNING a následnou tvorbu kurzu. Podporuje také publikaci hotového kurzu do HTML stránek nebo samospustitelného souboru. Samozřejmostí je tvorba pomocí WYSIWYG editoru. Pro vytváření testů Lectora podporuje 8 typů otázek.
Macromedia AuthorwareNejkomplexnější autorský nástroj pro tvorbu e-learningových aplikací, interaktivních katalogů a publikací, populárně naučných elektronických publikací, interaktivních vzdělávacích kurzů, digitálních kiosků a nejrůznějších simulátorů. Plně podporuje e-learningové standardy AICC, SCORM a IMS. Obsahuje Web Player, který umožňuje vytvořenou aplikaci snadno přenést na internet, intranet a následně prohlížet ve webových prohlížečích. Ovládání prostředí programu je jednoduché a intuitivní. Lze importovat prezentace z PowerPointu. Podporuje používání interaktivních animací vytvořených v programech Macromedia Flash nebo Director.
ToolBook II InstructorV ToolBooku lze vyvíjet WBT, CBT, multimediální aplikace, simulace pro software a další multimediální obsah. Nástroj kombinuje použití šablon, pomocníků a předpřipravených položek. Obsahuje plně rozvinutý programovací jazyk OpenSricpt.[zdroj?] Zahrnuje podporu vkládání například MS Word i PowerPoint. Vytvořené kurzy lze exportovat do DHTML, umožňuje streamování videa a audia, začlenění animace a simulace. Mezi podporované standardy patří AICC, SCORM, IMS, ADL a IEEE.
Kontis iTutor PublisheriTutor Publisher je vývojový nástroj určený pro koncové uživatele i profesionální vývojáře, v kterém lze vyvíjet rychle a jednoduše profesionální e-learningové kurzy splňující standard SCORM, AICC či Microsoft LRN, fungující v desítkách LMS i samostatně. Autoři bez znalosti programování či HTML mohou WYSIWYG vytvářet multimediální a interaktivní kurzy a výukové materiály. Pokročilí uživatelé mohou využít rozsáhlé možnosti programování událostí, psaní vlastního programového kódu, či uživatelského rozšiřování vlastností a chování objektů.
MoodleMoodle je open source nástroj. Podporuje např. standard SCORM.

### Vysoká úroveň
Kontis iTutor LCMSiTutor LCMS od Kontis je systém třídy LCMS, který kombinuje výkonné nástroje pro vývoj obsahu s nástroji pro správu, sdílení a znovu používání výukových objektů. Sestává z grafického rozhraní iTutor Publisher pro intuitivní WYSIWYG tvorbu obsahu a serverovské části iTutor CDS (Content Development Server), která zajišťuje funkce zamykání, verzování, sdílení a distribuce obsahu.

## Volba vhodného nástroje
Výběr toho nejlepšího autorského nástroje vyžaduje detailnější seznámení s nástroji a bez ohledu na to jako moc (jak málo) víme o autorských nástrojích, stanovit funkcionalitu, která je pro nás nejdůležitější. Např. zda budeme potřebovat kurzy tisknout či zveřejnit na internetu.
Aktuálně dostupné nástroje nabízejí rozmanité vlastnosti, tedy i pro specifické nároky se určitě najde aplikace, která bude vyhovovat těmto požadavkům. Některé nástroje jsou navržené k vývoji rozsáhlých, softwarových simulací nebo pro kapesní počítače. Nicméně mnoho nástrojů je navrženo k vytváření základních e-learningových kurzů pro stolní počítače a laptopy.

### Snadné použití versus svoboda tvořivosti
Na jedné straně, jsou nástroje založené na šablonách, které nevyžadují prakticky žádné zkušenosti s ovládáním. Tyto programy jsou velmi dobře formátované již při vývoji kurzu, který je řízen posloupností dialogových oken. Bohužel flexibilita těchto programů je omezena. Ale snadné použití může být důležitější než možnost kreativity.
Na opačné straně jsou autorské nástroje navržené k produkci špičkových multimediálních simulací se sofistikovanou grafikou a zvuky. Tyto nástroje přirozeně vyžadují několik týdnů či měsíců příprav pro to, abychom se nástroj naučili dobře ovládat, avšak nabízí velkou svobodu tvorby.
A někde mezi těmito stranami jsou nástroje, které vyžadují sice více cviku v ovládání, ale nabízejí širší pole pro tvořivost. Většina balíků na trhu spadá do této kategorie a je používána k vytváření většiny e-learningových kurzů současné doby.

### Automatizované programování
Automatickým programováním pro online distribuce autorských nástrojů osvobozují vývojáře kurzu od jejich závislosti na programátorech. Nabízejí podporu pro různá média a typy souborů, jako text, grafika a jejich následný export do některých obecně používaných formátů, například HTML, XML nebo DHTML. Typ výstupního formátu se podstatně liší v závislosti na použitém nástroji. Při výběru autorského nástroje, který negeneruje zdrojový kód, se musíme naučit programovat či se spolehnout na někoho, kdo této problematice rozumí. Jinak nebudeme schopni publikovat své kurzy.

### Vzájemná kompatibilita a standard
Schopnost autorských nástrojů pracovat s dalšími e-learningovými programy a systémy je odkázána na kompatibilitu.
E-learningové společenství obsahuje několik technologických standardů a neustále se vyvíjí doplňkové technologie. Cílem je, aby byla kompatibilita po celém e-learningové trhu. Do této doby je e-learningové společenství rozdělené do rozdílných systémů dodržující různé standardy. Čtyři nejvíce obvyklé standardy jsou SCORM - referenční model pro e-learning, Microsoft LRN, AICC – výcvik v leteckém průmyslu a IMS – globální vzdělávací konsorcium.
Autorské nástroje se liší ve standardech, které podporují. Pokud již organizace používá nějaký LMS, při rozhodování o novém autorském nástroji je dobré zvážit, jestli je kompatibilní se stávajícím LMS.

### Typy otázek
Ti, kteří kurzy vyvíjejí, se zajímají o rozdílné typy kladených otázek, které mohou vytvořit v autorském nástroji. Jedná se vyplňování formulářů, odpovídání pravda či nepravda, krátké nebo dlouhé eseje.

### Media a podpora souborů
Je důležité věnovat velkou pozornost podporovaným médiím a formátům souborů. Většina autorských nástrojů podporuje běžné formáty jako JPG, WAV a GIF. Zatímco některé podporují tok videa či audia.

### Rozšiřitelnost
Někdy je potřeba modifikovat software pro specifický účel. Schopnost, která toto umožňuje, se nazývá rozšiřitelnost. Pokud je požadována nějaká modifikace autorského nástroje, je vhodné se ujistit, že vybraný nástroj je Open source software, který dovoluje zkušenému počítačovému programátorovi přizpůsobit software potřebám školitele.